# Road 96
Road 96 est un jeu vidéo d'aventure développé et publié par le studio français DigixArt dans le cadre du programme OMEN Presents en collaboration avec HP, avec un support de publication supplémentaire par Plug In Digital. Il est sorti le 16 août 2021 sur Microsoft Windows et Nintendo Switch, puis le 14 avril 2022 sur PlayStation 4, PlayStation 5, Xbox One et Xbox Series X/S.
Le jeu se déroule dans la nation fictive de Petria, dirigée par une dictature. Le joueur contrôle les actions de plusieurs adolescents alors qu'ils tentent de fuir le pays. Road 96 a été récompensé par cinq prix lors de la cérémonie des Pégases 2022.

## Aperçu
Le jeu suit plusieurs auto-stoppeurs adolescents alors qu'ils tentent de fuir la nation de Petria. Le joueur a la possibilité de rencontrer huit personnages non-joueurs à chaque partie, avec des interactions générées de manière procédurale.

## Développement
Le jeu a été développé par le studio de développement français DigixArt, une petite équipe de développement d'environ 15 employés. Il a été réalisé par Yoan Fanise, le créateur de Soldats inconnus : Mémoires de la Grande Guerre. Selon le développeur, l'histoire du jeu a été inspirée par les travaux de Quentin Tarantino, des frères Coen et de Bong Joon-ho. Il a notamment été inspiré par différentes œuvres de fiction comme The Goonies ou Porco Rosso. 
À l'origine, le jeu comportait beaucoup trop de génération procédurale. Selon l'équipe, le jeu avait "148 268 permutations d'histoires".
Road 96 a été officiellement annoncé aux Game Awards 2020. Le jeu est sorti sur Nintendo Switch et Microsoft Windows le 16 août 2021. Lors de la campagne de publicité du jeu, une publication a été supprimée par Facebook, car elle était politiquement motivée,. Il est sorti sur Xbox One et Xbox Series X et S le 14 avril 2022, ainsi que sur PlayStation 4 et PlayStation 5 le même jour,.

## Accueil

### Succès commercial
Le 5 novembre 2024, Road 96 atteint les deux millions de joueurs.

### Récompenses
Pégases 2022 :
- Meilleur jeu indépendant
- Meilleur univers sonore
- Excellence narrative
- Meilleur accessibilité
- Prix spécial de l'Académie : Au-delà du jeu vidéo